# 明日なき暴走 (曲)
「明日なき暴走」（原題： Born to Run）は、ブルース・スプリングスティーンが作詞作曲し1975年に発表した楽曲。
ローリング・ストーンの選ぶオールタイム・グレイテスト・ソング500（2010年版）では21位にランクされている。

## 概要
1974年初め、ニュージャージー州ロングブランチで本作品は書かれた。レコーディングはツアーの間を縫ってニューヨーク州ブロベルト（Blauvelt）にある914サウンド・スタジオで行われ、同年8月6日に終了した。プロデュースはスプリングスティーンとマイク・アペルが務めた。
1975年8月25日発売のアルバム『明日なき暴走』に収録され、同年9月にシングルカットされた。B面は「ミーティング・アクロス・ザ・リバー（Meeting Across the River）」。B面はスプリングスティーンとアペルのほか、ジョン・ランドーもプロデューサーに名を連ねている。
同年11月1日から11月8日にかけてビルボード・Hot 100で2週連続23位を記録した。
2005年11月14日にアルバムの30周年記念ボックスセットが発売される。1975年11月18日にロンドンのハマースミス・オデオンで行われたライブ映像がDVDとして収められており、本作品の演奏も見ることができる。ライブ音源は2006年2月28日にCD化（『Hammersmith Odeon London '75』）された。
2010年11月に発売された『闇に吠える街』のボックス・セットに1978年のフェニックス公演の映像が収録されている。

## 演奏者
- ブルース・スプリングスティーン - エレクトリック&アコースティック・ギター、ボーカル
- ゲイリー・タレント - ベース
- アーネスト・カーター - ドラムズ
- デヴィッド・サンシャス - ピアノ、エレクトリックピアノ、シンセサイザー
- ダニー・フェデリシ - ハモンドオルガン、グロッケンシュピール
- クラレンス・クレモンズ - テナー・サックス
- クレジットなし - タンバリン、ストリングス、ブラス